# Malachiet
Malachiet is een mineraal dat als edelsteen wordt gebruikt. Het is een verbinding van koper(II)-ionen, carbonaat-ionen en hydroxide-ionen, met de verhoudingsformule Cu2CO3(OH)2. Het wordt in de natuur veelal samen gevonden met het verwante azuriet Cu3(CO3)2(OH)2. De kristalstructuur is monoklien en is meestal botryoïdaal van vorm. De naam komt uit het Grieks μαλάχη en verwijst naar de kleur van de malve, van het kaasjeskruid.
Het verschil tussen malachiet en pseudomalachiet is, is dat malachiet een koper-carbonaat is en pseudomalachiet een koper-fosfaat.

## Geschiedenis
Malachiet werd al vroeg als edelsteen bewerkt. In het oude Egypte werden er cameeën, amuletten en siervoorwerpen van vervaardigd. De Grieken en Romeinen in de klassieke oudheid kenden malachiet. Het verpulverde mineraal werd als schmink gebruikt en als kleurstof voor verf. Men beweerde dat malachiet in staat was kinderen tegen toverij en hekserij te beschermen en er werd gedacht dat het oogkwalen kon genezen. Het werd in de 16de eeuw in Centraal-Europa gebruikt om de groei van kinderen te bevorderen en om pijn te stillen.

### Gebruik als pigment
Goede groene pigmenten waren vroeger zeldzaam. Groene aarde was meer algemeen verkrijgbaar maar nogal onooglijk. Om als pigment toegepast te worden werd het malachiet verpulverd, vermalen, gewassen en uiteindelijk in water van bezinksels gescheiden teneinde een zo fijn mogelijk poeder te verkrijgen. Het moest echter niet té fijn zijn want dan werd de kleur flets. Een andere manier om het pigment te winnen was het opvangen van het afvoerwater van mijnen. In bakken sloeg het bezinksel neer op een reeks zeven die eenmaal per jaar werden gedroogd waarna het pigment werd losgeklopt.

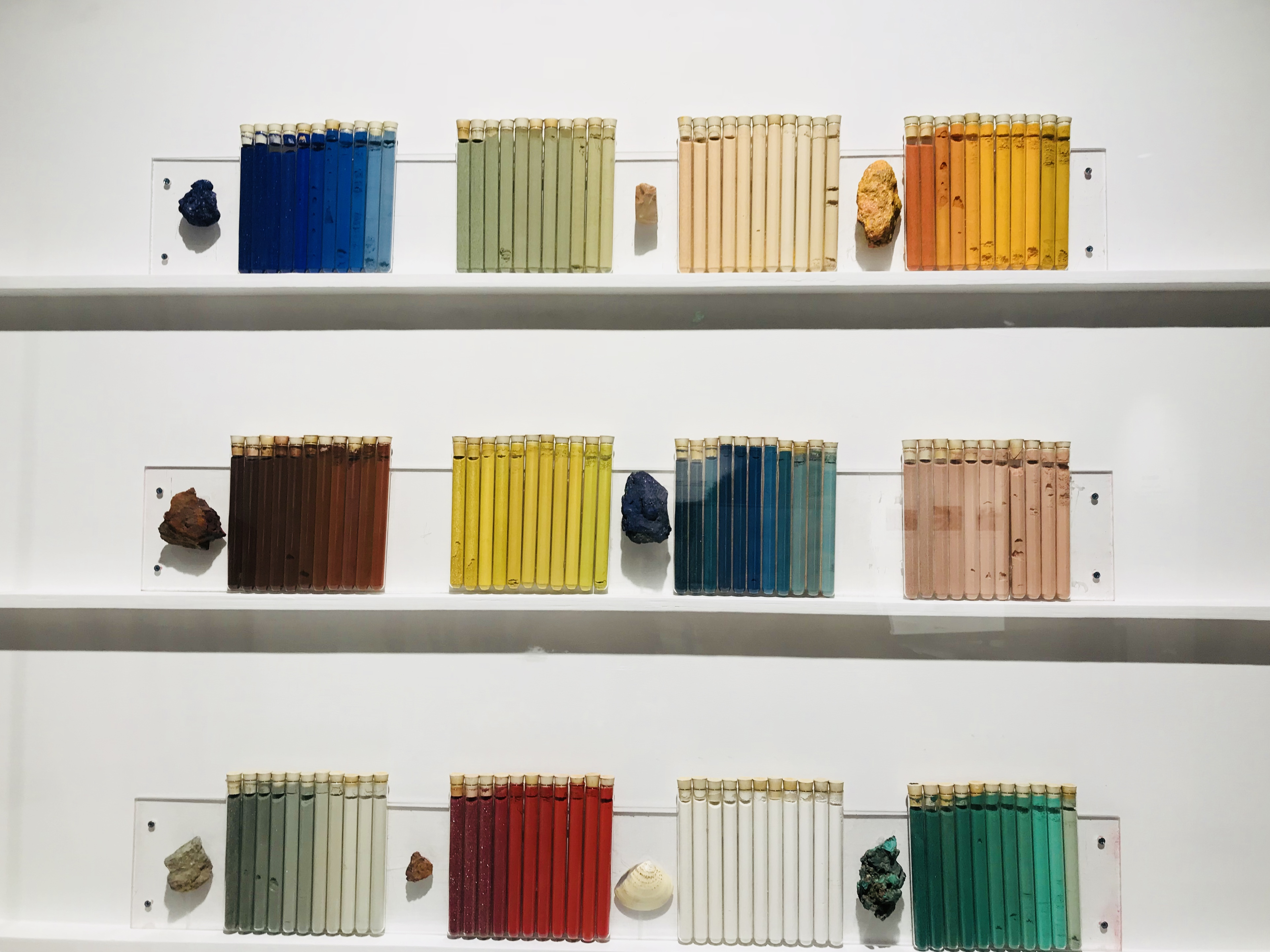
Malachiet als pigment in boeddhistische muurschilderingen, rechtsonder

In Egypte werd het al voor de tijd van farao's in cosmetica toegepast. Na de vierde dynastie duikt het op in beschilderingen van tombes. In Azië begint het gebruik in de negende eeuw, in boeddhistische muurschilderingen, vaak vermengd met azuriet. Het zet zich voort tot in de Mingdynastie. In Japan kleurde het boekrollen en zijden kamerschermen. In de Klassieke Oudheid werd het aangeduid als chrysocolla. Dat is verwarrend want later werd daarmee een andere stof aangeduid: (Cu,Al)2H2Si2O5(OH)4.n(H2O), een gehydrateerd kopersilicaat.
In Europa is malachiet gebruikt in manuscripten van de achtste tot zestiende eeuw, in lijmverf. Schilderijen in tempera en olieverf bevatten malachiet van de veertiende tot en met zeventiende eeuw. Tegen de achttiende eeuw begon men de fabricage van verdigris beter te beheersen. Het werd als een glacis over malachiet aangebracht om een fellere tint te verkrijgen. Malachiet werd ook vermengd met loodtingeel voor een dekkender groen. Van de vijftiende eeuw af probeerde men een synthetische versie te ontwikkelen, zodat men niet afhankelijk zou zijn van een zeldzaam en duur mineraal. De synthetische vorm noemde men groene verditer. Het werd geproduceerd door kopersulfaat te mengen met calciumcarbonaat, kalk en ammoniumchloride of potas. Verditer verdrong mineraal malachiet in de achttiende eeuw vrijwel geheel. Het kan in verflagen aangetoond worden door een typische bolstructuur van het pigment. In de negentiende eeuw werd ook die stof te bewerkelijk geacht. Industriële productie van tubeverf had in haar assortiment soms een "malachietgroen" maar dat betrof verschillende imitaties. Het moderne malachietgroen vermeld in de Colour Index als CI Basic Green 4 is een trifenylmethaan, C23H25ClN2. Het is een helder lichtecht groen gebruikt in acrylverf en voor het kleuren van textiel. Het echte malachiet heeft als code PG 39.

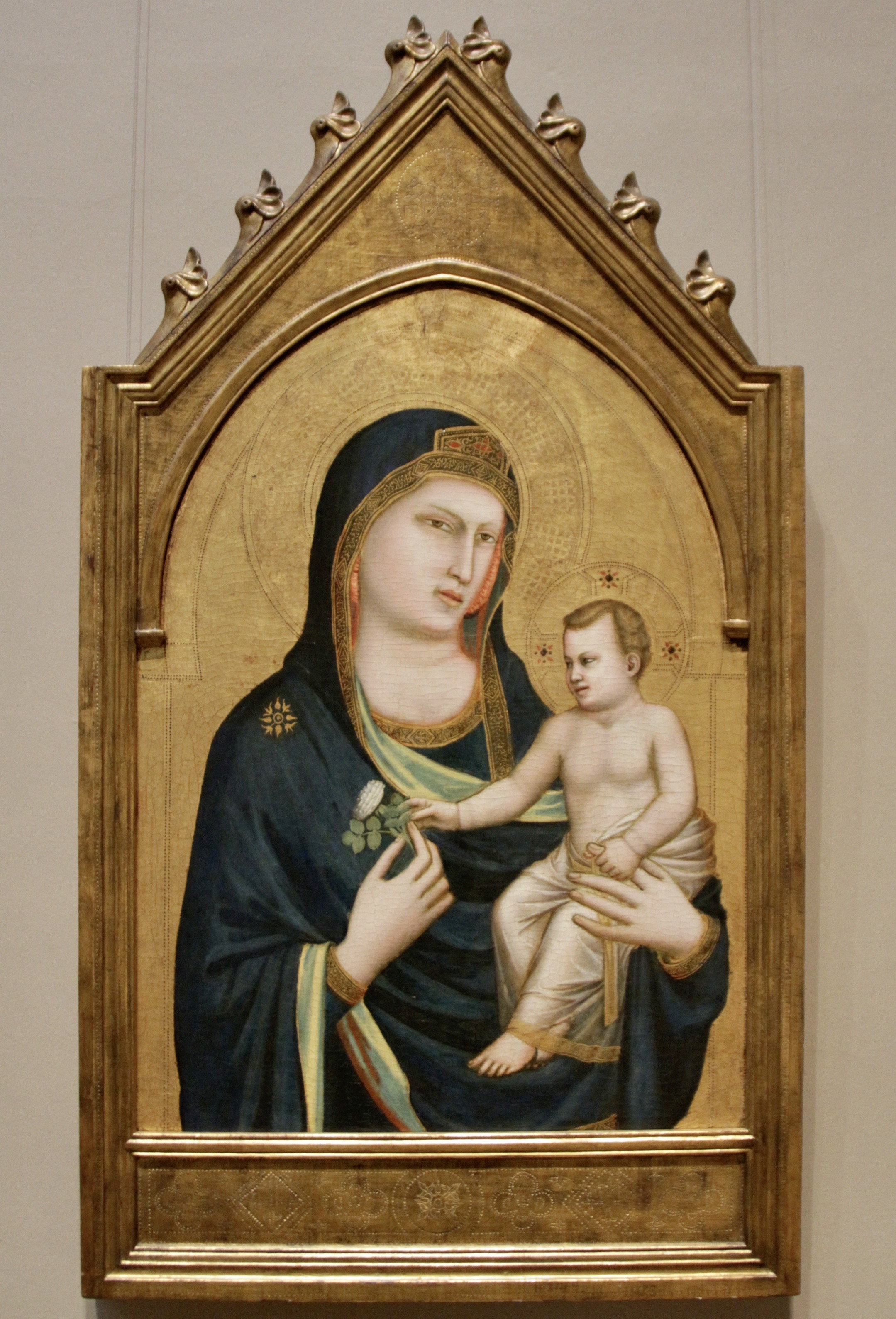
De mantel van de madonna is door Giotto di Bondone geschilderd in malachiet

Mineraal malachiet wordt tegenwoordig vrijwel niet meer toegepast als pigment, behalve voor restauratiedoeleinden. De geringe productie leidt tot een vrij hoge prijs. De eigenschappen ervan zijn niet systematisch vastgesteld. De kleurkracht is matig. Het is licht glacerend. Het pigment staat niet bekend als giftig. Het is gevoelig voor zuren. Bij een verhitting boven 200 C° valt de stof uit elkaar en kleurt zwart. Bij restauraties blijkt malachiet goed lichtecht te zijn geweest en zelf nauwelijks verkleurd te zijn. Wel vergde het wegens de ruwe structuur van de verzadigd groene vorm veel lijnolie als bindmiddel en dat kan leiden tot een bruine verkleuring van de verflaag.

## Voorkomen
Malachiet ontstaat in oxidatiezones van koperafzettingen.
De bekendste malachietreserves liggen in Afrika. Malachiet wordt daar al sinds de oudheid in Copperbelt gewonnen, de kopergordel, in Congo-Kinshasa en Zambia. De gebied waar malachiet wordt gewonnen strekt zich van de provincie Katanga, in Congo-Kinshasa, uit tot in Zambia. Deze malachieten worden beschouwd als de mooiste en beste ter wereld. Fraaie kristallen malachiet zijn in Namibië bij Tsumeb, Marokko, Zimbabwe en Angola gevonden.
Malachiet wordt overal in de wereld gevonden. Grote hoeveelheden worden in Azië gevonden in China, India en de Oeral in Rusland, maar ook in Australië. De grootste voorraden op de werelddelen Amerika bevinden zich in het zuidwesten van de Verenigde Staten, vooral in de staat Arizona. Bij Bisbee bij de grens met Mexico werd een blok gevonden van 4,5 ton. Malachieten in Mexico, Chili en Cuba hebben de kwaliteit dat er edelstenen van kunnen worden gemaakt.
Er zijn in Europa alleen kleine vindplaatsen van weinig betekenis in Duitsland, Slowakije, Hongarije, Roemenië, Engeland en Frankrijk. Malachiet in België wordt aangetroffen in het dal van de Salm en in kalksteen bij Wezet, dichtbij de grens met Nederland.

## Bewerking
Cabochons, tafslijpsel, kleine tot grote gesneden stenen, siervoorwerpen, muurbekledingen, facetgeslepen stenen zijn zeldzaam en niet groter dan 2 karaat. Ze worden veelal tot sieraden geslepen en gepolijst, maar deze worden door hun geringe hardheid van 3,5-4,5 vlug dof. Soms wordt malachiet ook gebruikt voor de vervaardiging van grote groene voorwerpen, zoals in de grote groene zaal van het Hermitagemuseum in Sint-Petersburg. De voet van de FIFA-wereldbeker bevat delen van malachiet.

## Lijsten
- Lijst van koperertsen
- Lijst van mineralen